# Vulcan Nunatak
Der Vulcan Nunatak (englisch für Vulkan-Nunatak) ist ein Nunatak in Form eines Überrests eines großen und erloschenen Vulkankegels im westantarktischen Marie-Byrd-Land. In den Fosdick Mountains der Ford Ranges ragt er 3 km südöstlich des Mount Richardson auf.
Der US-amerikanischen Polarforscher Paul Siple und Stevenson Corey (1906–2000) entdeckten ihn am 28. November 1934 im Zuge der zweiten Antarktisexpedition (1933–1935) von Richard Evelyn Byrd. Sie benannten ihn als The Volcano (englisch für Der Vulkan). Das Advisory Committee on Antarctic Names modifizierte diese Benennung im Jahr 1970.